# Sanderia malayensis
Sanderia malayensis är en manetart som beskrevs av Goette 1886. Sanderia malayensis ingår i släktet Sanderia och familjen Pelagiidae. Inga underarter finns listade i Catalogue of Life.